# Arkadijiwka (obwód kijowski)
Arkadijiwka (ukr. Аркадіївка) – wieś na Ukrainie, w obwodzie kijowskim, w rejonie browarskim, w hromadzie Zhuriwka. W 2001 liczyła 1019 mieszkańców, spośród których 998 wskazało jako ojczysty język ukraiński, 19 rosyjski, a 2 białoruski.